# SM-68B Titan II
SM-68B Titan II – amerykański dwustopniowy rakietowy pocisk balistyczny o zasięgu międzykontynentalnym (ICBM) na paliwo ciekłe. Pozostające na wyposażeniu Sił Powietrznych Stanów Zjednoczonych w latach 1963–1987 pociski Titan II, zaprojektowane były do przenoszenia jednej głowicy jądrowej W-53/Mk-6 o mocy 9 megaton.